# Тросна (Брянская область)
Тросна — посёлок в Жуковском районе Брянской области, административный центр Троснянского сельского поселения.

## География
Расположен в 8 км к юго-востоку от города Жуковка, при одноимённой железнодорожной станции.

## История
В 1868 году по территории будущего посёлка Тросна пролегла железная дорога Орёл—Витебск. Станция которую назвали Тросна появилась в 1871 году. До этого был разъезд № 5. В 1903 году началось строительство станции и вокзала. Через разъезд пролегала широкая дорога из Дятьковичей в уездный центр Фошню. Была построена так же контора лесопромышленника Лейба Пинуса. Он же владел и колесной мастерской.
В 1909 году в поселке было несколько домов. Дома находились в районе Голиковки. По одной из версий посёлок получил название «Тросна» от больших зарослей тростника вдоль реки, а по другой версии от названия реки. 
В 1910 году в Тросне появились первые переселенцы. В то время кругом был непроходимый лес. Школы не было. 
По журналу «Проверки торговых и промышленных предприятий и личных промысловых занятий по Брянскому участку» на 1915 год на станции Тросна имелся лесной склад, поставлявший городу Брянску строительные материалы и дрова. 
После революции появились сельские советы. Посёлок был очень маленьким и относился к Овстужскому сельскому совету. Позже появился Сельсовет и в Тросне. По переписи 1926 года в поселке Тросна было 47 хозяйств и 201 жителей. 
Весной 1930 года почти все жители вступили в колхоз и назвали его «Красный трудовик». 
В 1935 году у деревни Поляковка началось строительство аэродрома. Из многих областей России, Украины приезжали на работу люди, их размещали по частным домам. Поле между Поляковкой и Тросной стали выравнивать, закрыли старое кладбище. Если бы аэродром был достроен, то Поляковка, возможно, стало бы военным городком, но помешала война. 
В 1936 году в Тросне началось строительство воинской части и уже в 1940 году состоялось её открытие. 
В 1937 году Троснянский сельский совет ненадолго вошел в состав Жуковского сельского совета. 
Перед Великой Отечественной войной в Тросне насчитывалось 120 домов. 
В 1959 году посёлок Тросна вошел в состав Жуковского сельского совета. 
В 1964 году все посёлки Троснянского сельсовета электрифицированы, присоединён посёлок Голиковский. 
3 августа 1966 года на станции Тросна остановилась первая электричка.

## Население
| 2010 | 2013  |
| ---- | ----- |
| 1626 | ↗1638 |

| Годы      | 1926 | 1979 | 1989 | 2002 | 2010 |
| --------- | ---- | ---- | ---- | ---- | ---- |
| Население | 219  | 1898 | 1771 | 1543 | 1626 |

## Инфраструктура
Имеется отделение почтовой связи, сельский Дом культуры, библиотека.

## Памятники
В 2014 году был открыт памятник павшим героям Великой Отечественной войны.

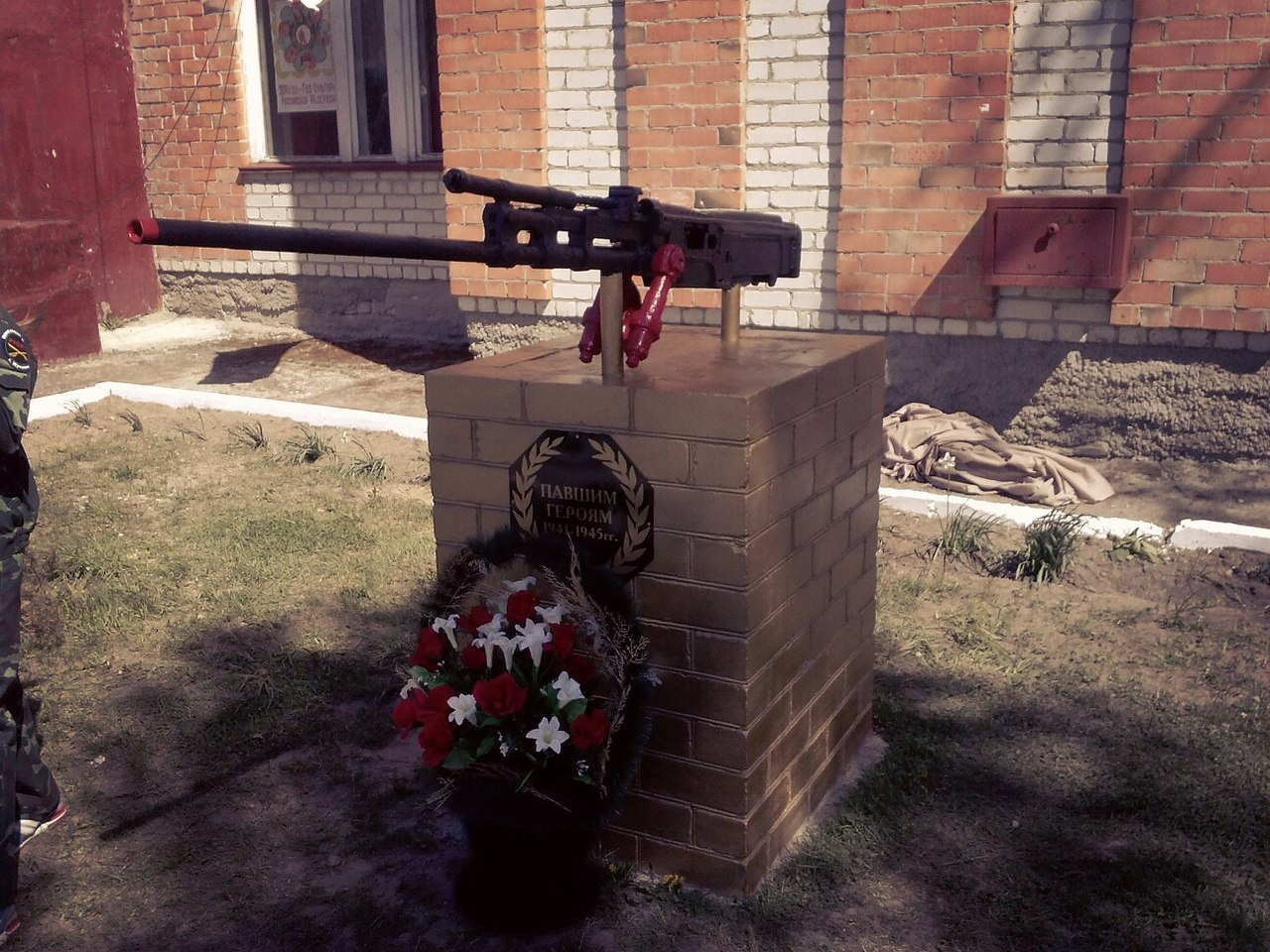
Памятник павшим героям в Великой Отечественной войне 1941-1945. Открытый в 2014 году